# Lee Da-in (actriz nacida en 1985)
Lee Da-in (de nacimiento Kim Bo-ram) es una actriz surcoreana. Debutó en 2007 en la serie  La Persona a la que Amar.

## Filmografía

### Serie de televisión
| Año  | Título                       | Papel         | Red          | Ref.              |
| ---- | ---------------------------- | ------------- | ------------ | ----------------- |
| 2007 | The Person I Love            |               | SBS          |                   |
| 2008 | Worlds Within                | Kim Min-hee   | KBS2         | [ 4 ]             |
| 2009 | Romance Cero                 | Jo Mi-na      | MBC Dramanet | [ 5 ] [ 6 ] [ 7 ] |
| 2009 | Todo el mundo Cha-cha-cha    | Cha Seung-min | KBS1         | [ 8 ] [ 9 ]       |
| 2010 | All About Marriage           | Yoo Da-hye    | KBS2         | [ 10 ]            |
| 2011 | I Trusted Him                | Han Kyung-mi  | MBC          | [ 11 ]            |
| 2012 | Maiden Detective Park Haesol | Lee Eun-joo   | KBS2         |                   |
| 2012 | Suspicious Family            |               | MBN          |                   |

### Cine
| Año  | Título    | Papel        | Ref.                 |
| ---- | --------- | ------------ | -------------------- |
| 2008 | Solitario | Lee Ha-jeong | [ 12 ] [ 13 ] [ 14 ] |
| 2010 | Hero      | Mia          | [ 15 ]               |